# Костюк, Василий Евгеньевич
Васи́лий Евге́ньевич Костю́к (укр. Василь Євгенович Костюк; род. 9 февраля 1989, Лебедин, Сумская область) — украинский футболист, защитник.

## Биография

### Клубная карьера
В ДЮФЛ выступал за ДЮФК из Борисполя и киевский РВУФК. Начал профессиональную карьеру в «Динамо-3», клуб выступал во Второй лиге Украины. Всего в команде он провёл около года и сыграл 15 матчей. В марте 2007 года провёл 3 матча за столичный ЦСКА в Первой лиге Украины.
Летом 2007 года перешёл в луганскую «Зарю». В Высшей лиге Украины дебютировал 11 мая 2008 года в домашнем матче против симферопольской «Таврии» (2:3), Костюк вышел на 64 минуте вместо Дмитрия Воробья. Всего в «Заре» он провёл 2 года и сыграл в чемпионате Украины всего 6 матчей, в молодёжном первенстве он сыграл 39 матчей и забил 13 мячей.
В марте 2010 года перешёл в алчевскую «Сталь-2», но вскоре покинул клуб.

### Карьера в сборной
В ноябре 2004 года провёл 2 матча за юношескую сборную Украины до 17 лет против Белоруссии.